# R.J. Long
R.J. Long (Corpus Christi, 1989) è un giocatore di football americano statunitense, che gioca come wide receiver per gli United Newland Crusaders.
Dopo aver giocato per 2 diverse squadre di college passa ai finlandesi Helsinki 69ers e poi ai polacchi Lowlanders Białystok; si trasferisce poi in Germania ai Solingen Paladins per poi tornare in Finlandia agli Helsinki Wolverines e di nuovo in Germania ai Munich Cowboys (coi quali non ha potuto giocare a causa della pandemia di COVID-19). Torna quindi nuovamente in Finlandia, prima ai Porvoon Butchers e poi una seconda volta agli Wolverines. Dal 2023 gioca negli United Newland Crusaders.